# Kingston by Ferring
Pour les articles homonymes, voir Kingston.
Kingston by Ferring est une paroisse civile du district d'Arun dans le Sussex de l'Ouest dans la région de l'Angleterre du Sud-Est, en Angleterre au Royaume-Uni.
La paroisse comprend les trois localités de East Kingston, de West Kingston et de Kingston Gorse. Elle est localisée entre Ferring et East Preston, à trois miles (5 km) à l'ouest de Worthing. La surface de la paroisse couvre une surface de 228,72 ha et avait une population de 702 personnes lors du recensement de 2001.
La paroisse ne doit pas être confondue avec Kingston by Sea dans le district d'Adur qui est le long de la côte plus à l'est.